# Baumschule

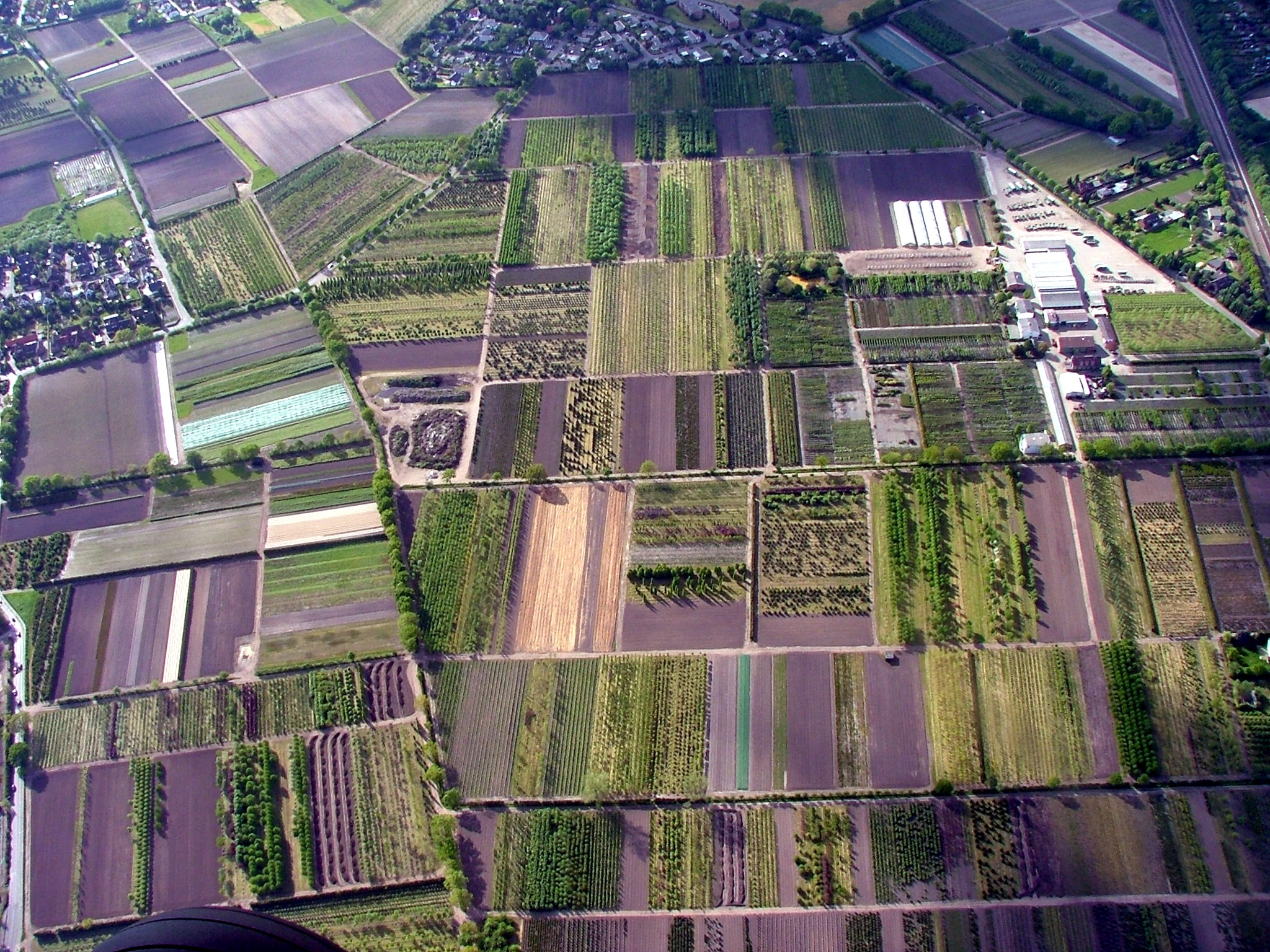
Baumschulen in Halstenbek

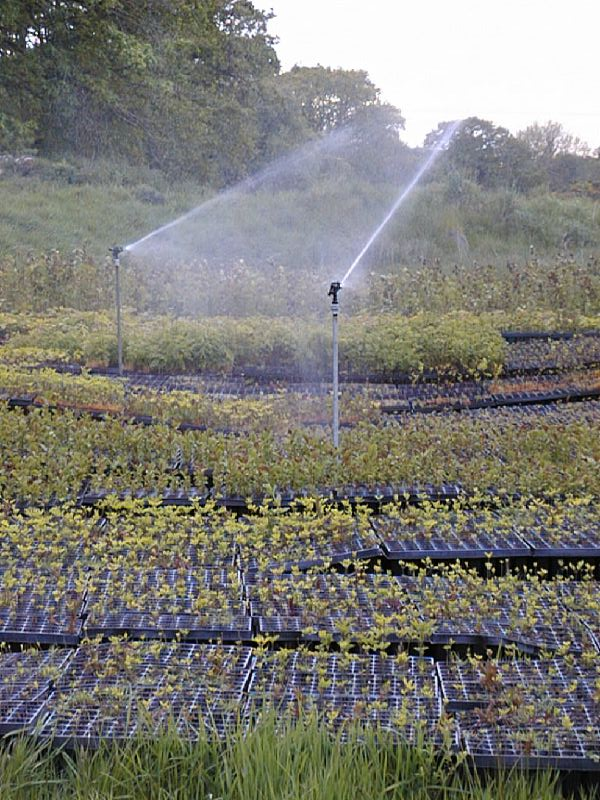
Baumschule in Wales

Als Baumschule bezeichnet man erwerbsmäßig bewirtschaftete Anbauflächen für Bäume, Sträucher, Rosen (Ziergehölze), Obstgehölze und Forstpflanzen. Die Baumschule ist eine Untergruppierung des Gartenbaus und gehört nicht zur klassischen Feldwirtschaft oder der Forstwirtschaft.
Sie werden hier aufgepflanzt (Fachausdruck: aufschulen; schulen bedeutet sinngemäß Wurzeltreiben) oder in Containern kultiviert, bis sie zu einer gewissen Größe herangewachsen sind, um dann an Wiederverkäufer (zum Beispiel Gartencenter oder Weihnachtsbaumverkäufer) oder Endnutzer, wie Gartenbesitzer („Gartenbaumschulen“), Obstbauern („Obstbaumschulen“), Winzer oder Waldbauern („Forstbaumschulen“) verkauft zu werden.
Baumschuler (korrekte Bezeichnung: Gärtner/Gärtnerin der Fachrichtung „Baumschule“) ist auch ein Ausbildungsberuf. Da die Spezialisierung in Produktion einerseits und Verkauf andererseits auch bei den Baumschulen immer mehr zunimmt, gibt es in der Fachrichtung Baumschule (ähnlich auch im Zierpflanzenbau) in den deutschen Bundesländern Bayern und Nordrhein-Westfalen die Möglichkeit der Schwerpunktbildung „Verkauf und Beratung“ (sogenannte Pflanzenfachberater). In der Schweiz heißt dieser Beruf Baumschulist.

## Anbaumethoden

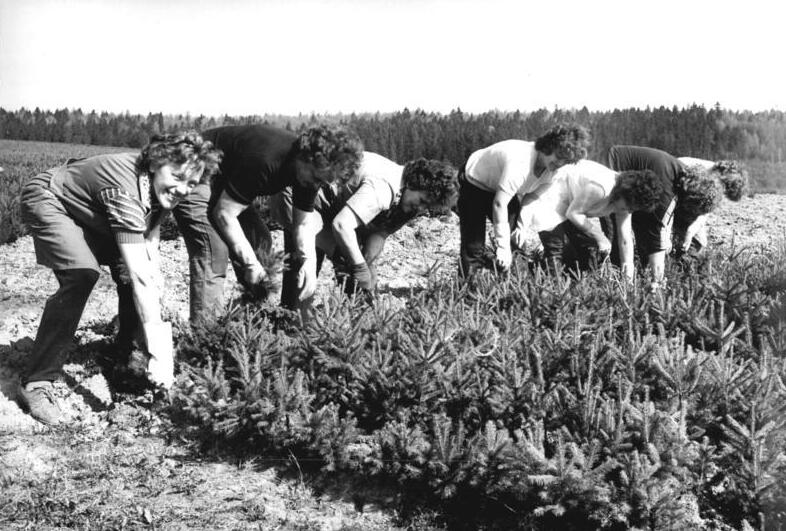
Ernte fünfjähriger Fichten in Thüringen 1984

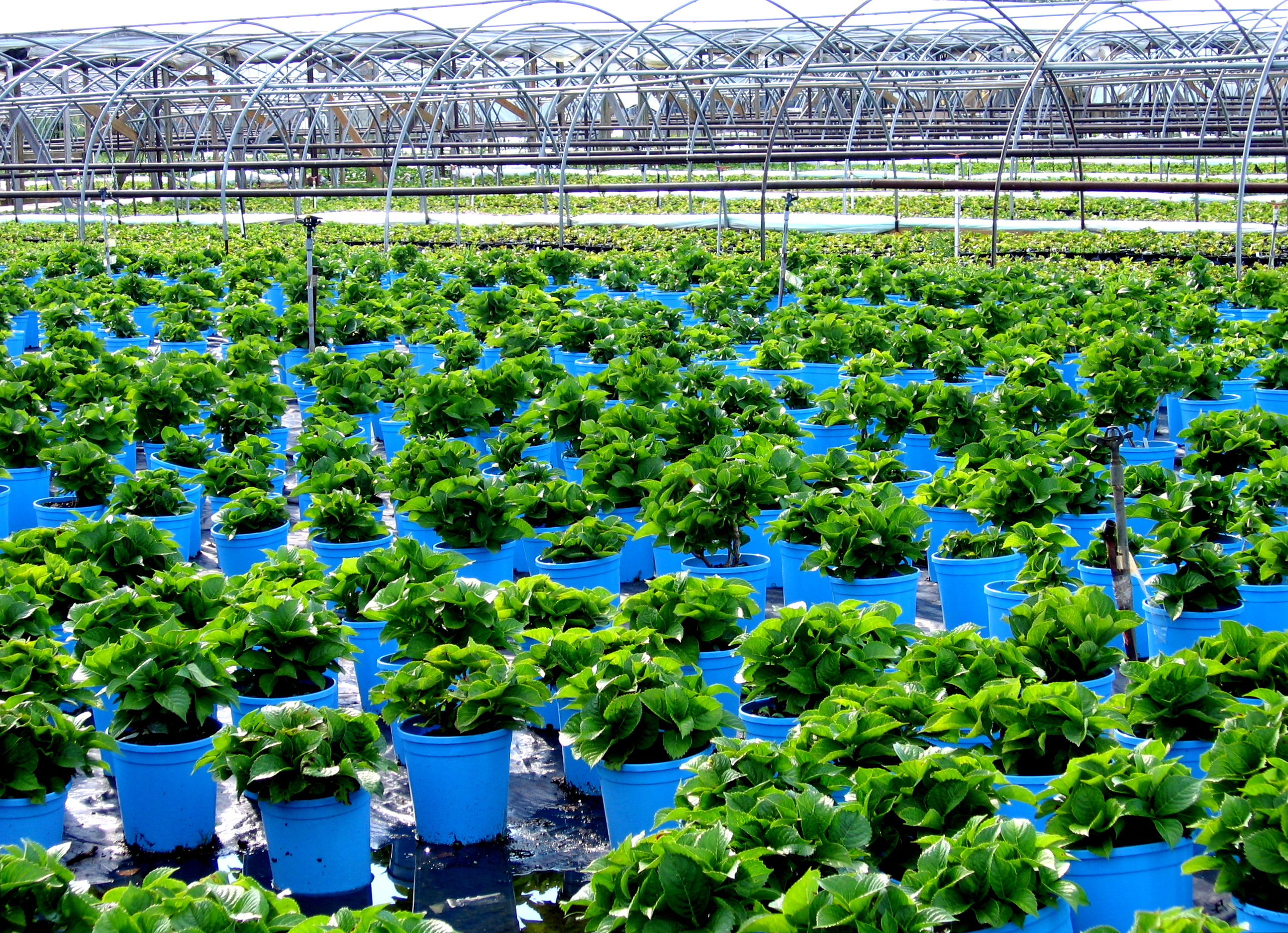
Baumschule mit Containerkultur in Cutchogue, Suffolk County, US-Bundesstaat New York. Im Hintergrund „Folienhäuser“ (ohne Abdeckung) für die Überwinterung

Gehölze werden durch Aussaat oder durch vegetative Vermehrung mittels Wurzel- oder Triebteilen vermehrt, beispielsweise durch Stecklinge oder durch Meristemkultur. Zuchtsorten werden in der Regel durch Veredelung, also durch Kopulation oder Okulation vermehrt, da die Aussaat normalerweise zu einer Streuung der phänotypischen Merkmalsausprägung führt (siehe: Mendelsche Regeln).

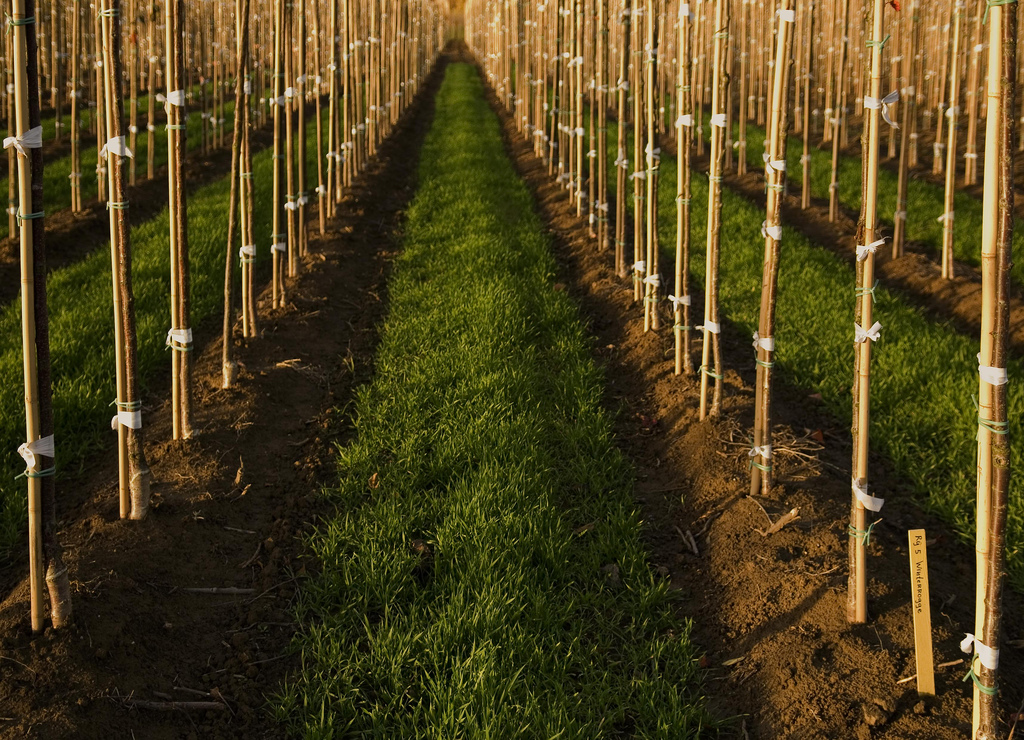
Reihenpflanzung in einer Baumschule in den Niederlanden

Während der mehrjährigen Entwicklung werden die Pflanzen mehrfach umgepflanzt (Fachausdruck: verschulen), um den Pflanzen einen ihrem Alter und Wuchstyp entsprechenden Standraum zu bieten. Wesentlicher Zweck des Umpflanzens ist es, den Wurzelballen so kompakt zu halten, dass beim letzten Einpflanzen beim Kunden Krone und Wurzelballen in einem Verhältnis stehen, das für den Baum verträglich ist. Ließe man die Wurzeln ungestört wachsen, so würde der Wurzelballen zu groß, um sie überhaupt noch oder zu wirtschaftlichen Kosten aus der Erde ausgraben und transportieren zu können. Schnitte man stattdessen große Teile des Wurzelballens ab, so wären die Restwurzeln nicht mehr ausreichend, um die Krone mit Wasser und Nährstoffen zu versorgen.
Wegen des aufwändigen mehrmaligen Umpflanzens sind größere Bäume sehr teuer.
Bei Containerpflanzen werden die Abstände zwischen den Pflanzen durch Rücken entsprechend vergrößert.
Die detaillierten Anbaumethoden sind für die Vielzahl von Baumschulkulturen recht unterschiedlich.

## Gepflanzte Produkte und Dienstleistungsangebote
Die Baumschulwirtschaft verfügt mit einem über 200.000 unterschiedliche Artikel umfassenden Sortiment über ein breites Angebotsspektrum. Die Unternehmen produzieren und vermarkten Gehölze (vom Sämling bis zum mehrere Jahrzehnte alten Park- oder Alleebaum). Anders als das Wort „Baumschule“ nahelegen könnte, werden nicht nur Bäume, sondern auch Sträucher und andere Gehölze von Baumschulen bearbeitet und verkauft. Eine scharfe Abgrenzung zu Betrieben, die allgemein dem Gartenbau gewidmet sind, ist in der Praxis oft nicht möglich.
In Baumschulen variieren die Produkte stark. So unterscheiden sich die gewünschten Bäume und anderen Gehölze zunächst in der Art und somit auch in der Wachstumsdauer, die Nachfrage umfasst aber auch ein breites Spektrum an Größen. Es werden voll ausgewachsene Gehölze oder auch kleine Sprösslinge (Jungpflanzen) verkauft. Der überwiegende Teil der Gehölze wird als Ziergehölz verwendet.
Einige Baumschulen betreiben parkähnliche Anlagen, die der Öffentlichkeit, teilweise sogar kostenlos, zugänglich sind.

## Geschichte
Die Kunst des Anziehens von Gehölzen aus Stecklingen wurde wahrscheinlich von den Römern über die Alpen gebracht. Im Mittelalter wurden Pflanzen meist in den Klostergärten vermehrt und angebaut. Grundlage der dort angebauten Pflanzen ist wahrscheinlich auch ein kaiserlicher Erlass aus dem 8. Jahrhundert, der sogenannte Capitulare de villis. Seit dem 14. Jahrhundert entstanden Fürstengärten mit eigener Pflanzenkultur. Nach dem Dreißigjährigen Krieg verjüngte man erstmals Wälder systematisch durch Setzlinge. Der Nutzwert einiger Gehölze für verschiedene Handwerke führte zu landwirtschaftlicher Produktion von Bäumen. Dabei wurde nahe dem Wohnhaus ein abgegrenztes Stück des Gartens genutzt. Flurnamen wie Telgenkamp im westfälischen Sprachraum deuten dabei auf den Anbau von Linden (botanisch Tilia) hin. Seit der Barockzeit entstanden an den Hofgärten und bei den Parks der Adelssitze eigene Baumschulen, die als Beginn des Baumschulwesens gelten. Diese waren ursprünglich zur Deckung des Eigenbedarfs bestimmt und nicht zum Verkauf der Produkte. Ab der zweiten Hälfte des 16. Jahrhunderts wurden erste Wald- und Forstverordnungen erlassen, um den Raubbau an den Wäldern im vergangenen Mittelalter mit den sichtbar werdenden dadurch entstandenen Problemen wie Erosion, Holzmangel und Austrocknung entgegenzuwirken. Eine der Maßnahmen waren Forstbaumschulen zur Erzeugung von Jungpflanzen zur Wiederaufforstung.
Erste Obstbaumschulen lassen sich neben den Forstbaumschulen in Deutschland ab dem 17. Jahrhundert nachweisen. In Frankreich wird noch heute ein Teil der Baumschule bewirtschaftet, die 1650 von den Kartäusern im Obstgarten der Chartreuse de Paris angelegt und seither dem Jardin du Luxembourg eingegliedert wurde.
Besondere Sortimente, beispielsweise geschnittene Formgehölze und besondere Spalierformen, erlebten eine große Blütezeit. Aus der Neuen Welt kamen zahlreiche Raritäten nach Mitteleuropa, die heute noch begehrte Zierbäume und -sträucher unserer Gärten und Anlagen sind. Durch die Säkularisation gelangten viele dieser Gartenanlagen samt ihren Baumschulen in staatlichen Besitz und bildeten den Grundstock heutiger staatlicher Schlösserverwaltungen.

## Probleme

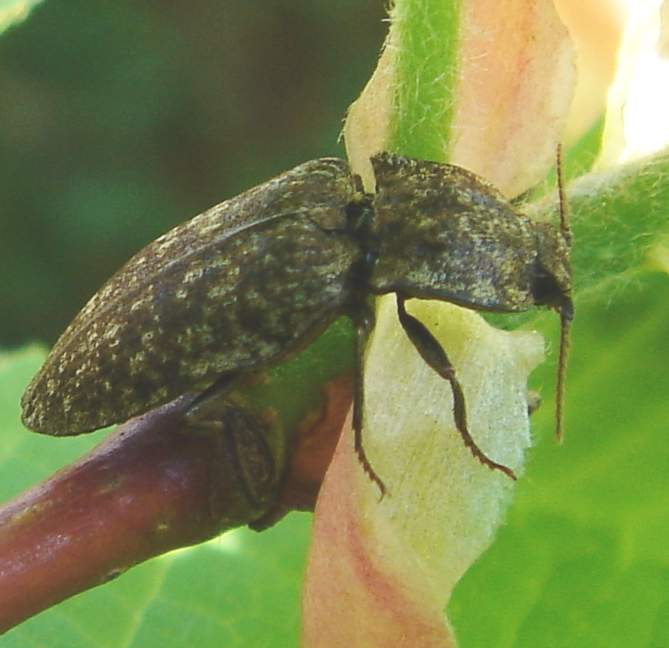
Mausgrauer Sandschnellkäfer auf einem Ast – seine Larven gehören zu den Schädlingen, die in Baumschulen größere Schäden anrichten können

Baumschulen sind aufgrund des Anbaus gleichartiger Pflanzen auf großen Flächen besonders vom Befall durch Forstschädlinge betroffen (vgl. Monokultur). Dazu gehört beispielsweise, dass sich im Boden die als Drahtwürmer bezeichneten Larven der Schnellkäfer wie beispielsweise des Mausgrauen Sandschnellkäfers ansiedeln. Diese Larven fressen unterirdisch an den Wurzeln von jungen Pflanzen und Sämlingen. Selbst frisch ausgelegte Samen wie beispielsweise Eicheln bleiben von ihnen nicht verschont. Zu den Schädlingen gehören aber auch die Gespinstblattwespen, wie beispielsweise die Gemeine Fichtengespinstblattwespe. Auch die Kiefernkultur-Gespinstblattwespe ist häufig in Baumschulen zu finden, allerdings sind die von ihr verursachten Schäden bei weitem nicht so groß wie die durch die Gemeine Fichtengespinstblattwespe. Zu den in Baumschulen gefürchteten Schädlingen zählen auch der Kleine und der Große Schwarze Rüsselkäfer.
Große Probleme bereitet auch die unerwünschte Verbreitung von Krankheitserregern und Schädlingen durch internationalen Handel. Die Resistenz heimischer Pflanzen gegenüber Bakterien/Viren aus anderen Klimazonen ist oftmals nicht gegeben, Insekten fehlen die natürlichen Feinde.

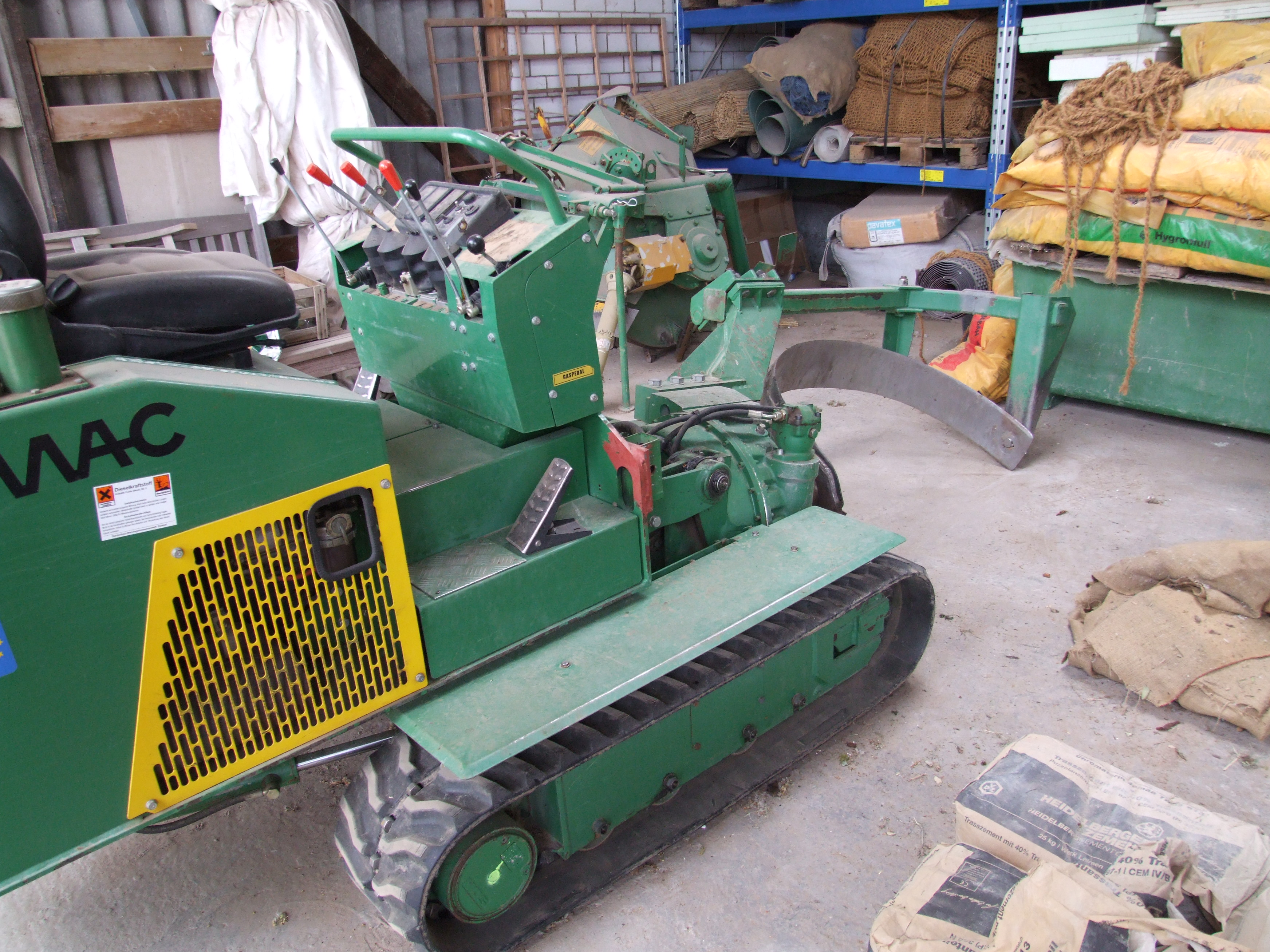
Ballenschneider zum Herausschneiden von Wurzelballen

Wie viele landwirtschaftliche Betriebe setzen daher auch Baumschulen bei Bedarf Düngemittel und Pestizide ein. Dies kann bei unsachgemäßer Anwendung ein bedeutsames Umweltproblem darstellen. Besonders in den Zentren der Baumschulwirtschaft, wie z. B. im Kreis Pinneberg, besteht ein Gefährdungspotenzial für das Grundwasser, weniger wegen der Stickstoffdüngung, sondern vor allem wegen des Einsatzes von Pflanzenschutzmitteln. In der Vergangenheit wurde dort beispielsweise bei der chemischen Bodenbehandlung gegen Nematodenbefall („Bodenmüdigkeit“) Pflanzenschutzmittel mit den Wirkstoffbestandteilen 1,3-Dichlorpropen und 1,2-Dichlorpropan verwendet. Obwohl 1,2-Dichlorpropan wegen geringer Wirksamkeit seit 1987 in Deutschland nicht mehr zugelassen ist, findet man den Stoff aufgrund seiner hohen Stabilität heute noch in Böden und Grundwasser, teilweise kommt es auch zu Grenzwertüberschreitungen. Als Folge mussten im Kreis Pinneberg mehrere Brunnen und ganze Wasserwerke stillgelegt werden bzw. Aktivkohle-Filteranlagen errichtet werden.
Durch die sogenannte „Gute fachliche Praxis“ und Anwendung nach Ergebnissen wissenschaftlicher Versuche kann ein Umweltrisiko jedoch minimiert werden. Seit 2001 gibt es in Schleswig-Holstein, dem Bundesland mit den größten Baumschulflächen, eine „Koordinationsstelle ökologische Baumschulwirtschaft Schleswig-Holstein“ mit Sitz in Bordesholm, die ebenfalls dem Ziel dient, Belastungen zu verringern. Biologische Baumschulen arbeiten ganz ohne chemische Herbizide und Pestizide sowie ohne mineralische Düngemittel, setzen weit gestellte Fruchtfolgen, Zwischenfruchtanbau und Mulchverfahren sowie Maßnahmen zur Nützlingsförderung ein und versuchen so, ein sich selbst regulierendes System aufzubauen.
Einige überregional vermarktende – vorwiegend norddeutsche – Baumschulen kritisieren eine geplante Gesetzesänderung im deutschen Umweltgesetzbuch, wonach seitens der öffentlichen Hand, aus Gründen der Erhaltung der Biodiversität und um der vom überregionalen Gehölzhandel mitverursachten Florenverfälschung entgegenzuwirken, bei Neuanpflanzungen in der freien Landschaft nur noch solche Gehölze eingesetzt werden sollen, die in der betreffenden Region heimisch (autochthon) sind. Andere – vorwiegend süddeutsche, regional vermarktende – Baumschulen begrüßen diese Neuregelung und sehen sie als attraktive Marktchance. Ähnliche Regelungen zur Herkunftssicherung von Vermehrungsgut sind im Forstbereich aus wirtschaftlichen Gründen (nicht heimische Samenherkünfte erwiesen sich oft als ungeeignet und verursachten große Ausfälle) schon seit langem üblich (in Deutschland im Forstvermehrungsgutgesetz festgelegt).

## Baumschulen in Deutschland

### Angebot
Der „Bund deutscher Baumschulen“ differenziert das Angebot seiner Mitglieder nach

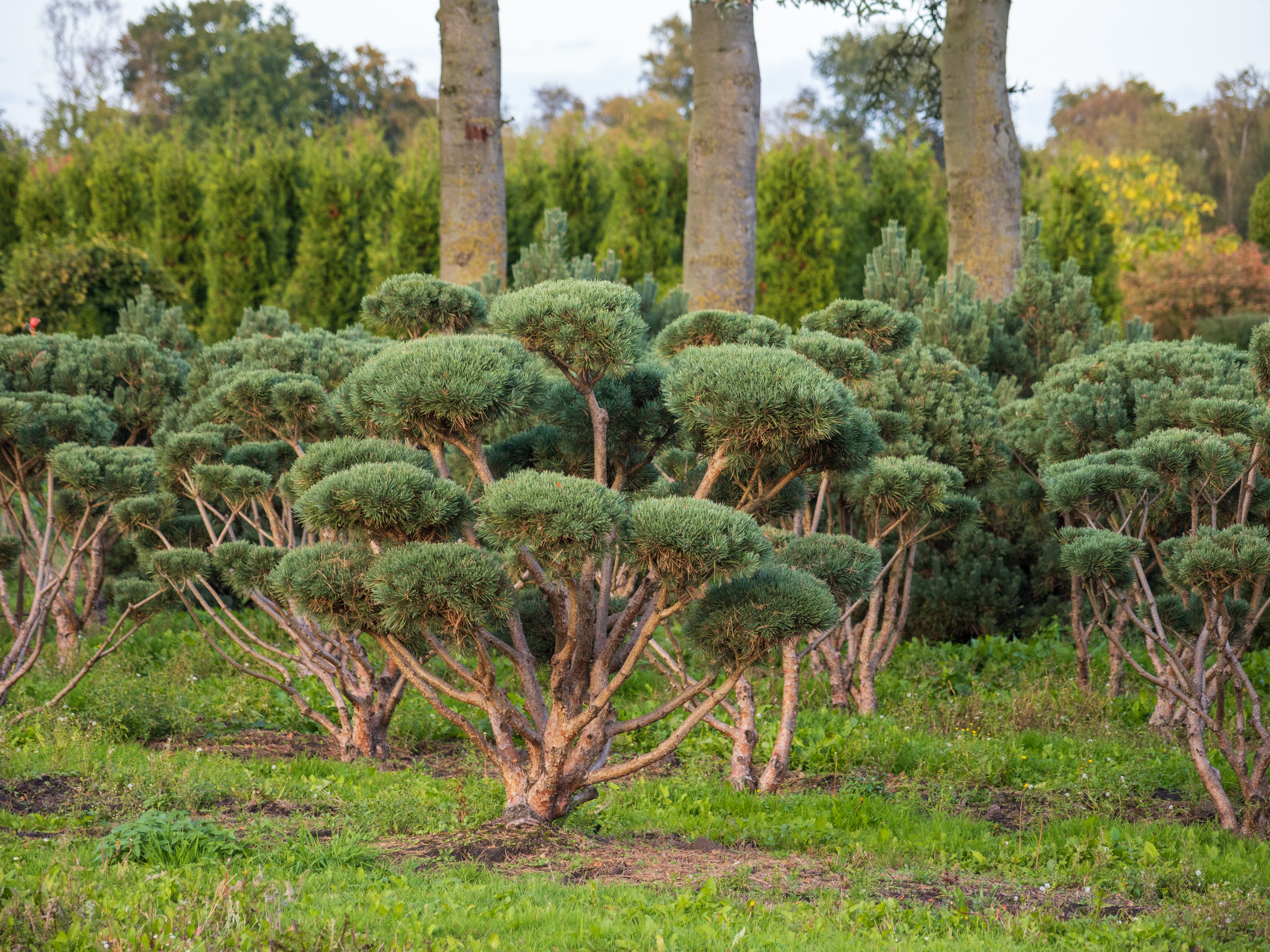
Baumschulpflanzen im Ammerland

- Laubgehölzen (mit Zier- und Blütengehölzen u. a. für Gärten, Parks und öffentliche Anlagen und als Heckenpflanzen). Die wichtigsten angebauten Laubbäume sind: Stieleiche, Traubeneiche, Roterle, Rotbuche, Weißbuchen sowie Berg- und Spitzahorn.
- Wildgehölzen (u. a. für Waldrand, zur Renaturierung und zur Begrünung von Flussläufen, Straßenrändern etc. Rosen, Schling- und Kletterpflanzen, Park-, Allee- und Straßenbäume).
- Nadelgehölzen / Immergrünen Gehölzen (Zier- und Blütengehölzen u. a. für Gärten, Parks und öffentliche Anlagen und als Heckenpflanzen). Die wichtigsten angebauten Nadelbäume sind: Douglasie, Weißtanne, Wald-Kiefer, Lärche.
- Obstgehölzen (Kern-, Stein- und Beerenobst, Wal- und Haselnüssen) sowie
- Forstgehölzen für die Holzproduktion und nachhaltige Forstwirtschaft.
- Veredelungsunterlagen für Obst- und Ziergehölze

Das Inverkehrbringen von als Forstpflanzen geeigneten Baumarten unterliegt in Deutschland strengen gesetzlichen Vorgaben.

### Wirtschaftliche Daten für Deutschland

Obstbaumveredelung in einer Baumschule in Lünen

(Stand: 2000 falls nicht anders vermerkt)
- Gesamtproduktionsfläche: 24.690 Hektar
- Anzahl der Unternehmen: 3.779 (Tendenz abnehmend) mit rund 28.000 Beschäftigten
- Gesamtproduktionswert: 1,3 Mrd. €
- Exportleistung (2002): 75 Mio. €
- Pflanzenproduktion: ca. 1 Milliarde Pflanzen/Jahr

Eine relativ kleine Anzahl davon wirtschaftet biologisch: In Deutschland derzeit zirka 45 Betriebe (davon 2 in Schleswig-Holstein), meist Sortimentsbaumschulen für den Endverkauf, mit nach Hochrechnungen insgesamt etwa 370 Hektar Freiland bzw. 7 Hektar Containerfläche (Stand 2003). Das entspricht einem Flächenanteil an der Gesamtproduktion von 0,91 %.

### Baumschule Späth
Als älteste Baumschule Deutschlands gilt die Baumschule Späth im nach ihr benannten Ortsteil Baumschulenweg in Berlin-Treptow, die 1720 gegründet wurde, in den 1920er Jahren als größte Baumschule der Welt galt und von 1949 bis 1989 das Zentrum der Baumschulwirtschaft der DDR bildete. Heute ist das ehemalige Baumschulgelände als Späth-Arboretum an die Humboldt-Universität angegliedert.

### Baumschulen im Kreis Pinneberg

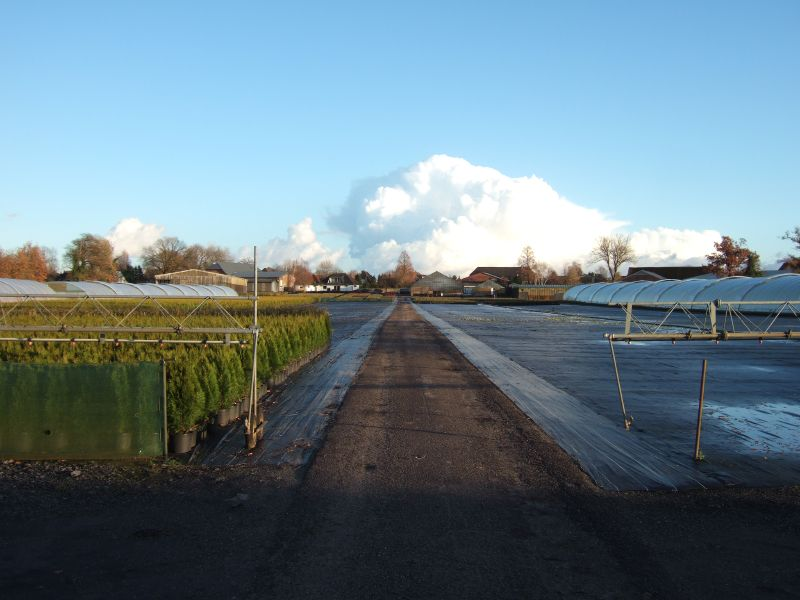
Baumschule in Pinneberg

Das Gebiet Pinneberg in Schleswig-Holstein gilt als das heutzutage größte geschlossene Baumschulgebiet Europas. Allerdings hat sich das bewirtschaftete Gebiet von 1996 mit 4.239 Hektar auf 2.931 Hektar im Jahr 2017 verkleinert. In der gleichen Zeit sank die Anzahl der Baumschulen von 410 auf 199 Betriebe.
Im Kreis Pinneberg wurde 1994 auch das Deutsche Baumschulmuseum gegründet, das im Jahr 2001 von seinem ursprünglichen Standort in Prisdorf nach Thesdorf auf das Gelände einer ehemaligen Baumschule umgesiedelt wurde.
Nachdem der Herzog von Schleswig und Graf von Holstein, Christian VI. bereits 1737 eine Verordnung zur Anlage „lebender Hecken“ (Knicks) erlassen hatte und 1785 in Kiel eine „praktische Hilfsanstalt zur näheren Kenntnis der einheimischen und fremden Holzgewächse“ gegründet worden war, folgte 1795 der entscheidende Schritt: In diesem Jahr gründete der Hamburger Kaufmann Caspar Voght in Klein-Flottbek (damals noch Kreis Pinneberg) die „Flottbeker Baumschule“ als erste Baumschule nach englischem Vorbild. Sein „Betriebsleiter“ war der schottische Gärtner James Booth. Die 1812 daraus entstandene Handelsgärtnerei und Baumschule „James Booth & Söhne“ ist die Keimzelle des heutigen Schleswig-Holsteiner Baumschulgebietes. Die zahlreichen dort ausgebildeten Gärtner siedelten sich später aufgrund der guten Klima- und Bodenverhältnisse in der Region mit eigenen Baumschulen an. Die Entstehung des Eisenbahnnetzes im Jahre 1850 und die Nähe zu Hamburg mit seinem Hafen führten dann dazu, dass die Pflanzen auch überregional verkauft werden konnten. 1887 begann die Baumschule Kordes mit der Rosenzüchtung, bald folgte Rosen-Tantau im Jahr 1906. Ab 1900 verbreitete sich auch der Obstbau stark. Erst nach dem Zweiten Weltkrieg begannen die Baumschulen, Maschinen und Pflanzenschutzmittel einzusetzen.

### Baumschulen im Landkreis Ammerland

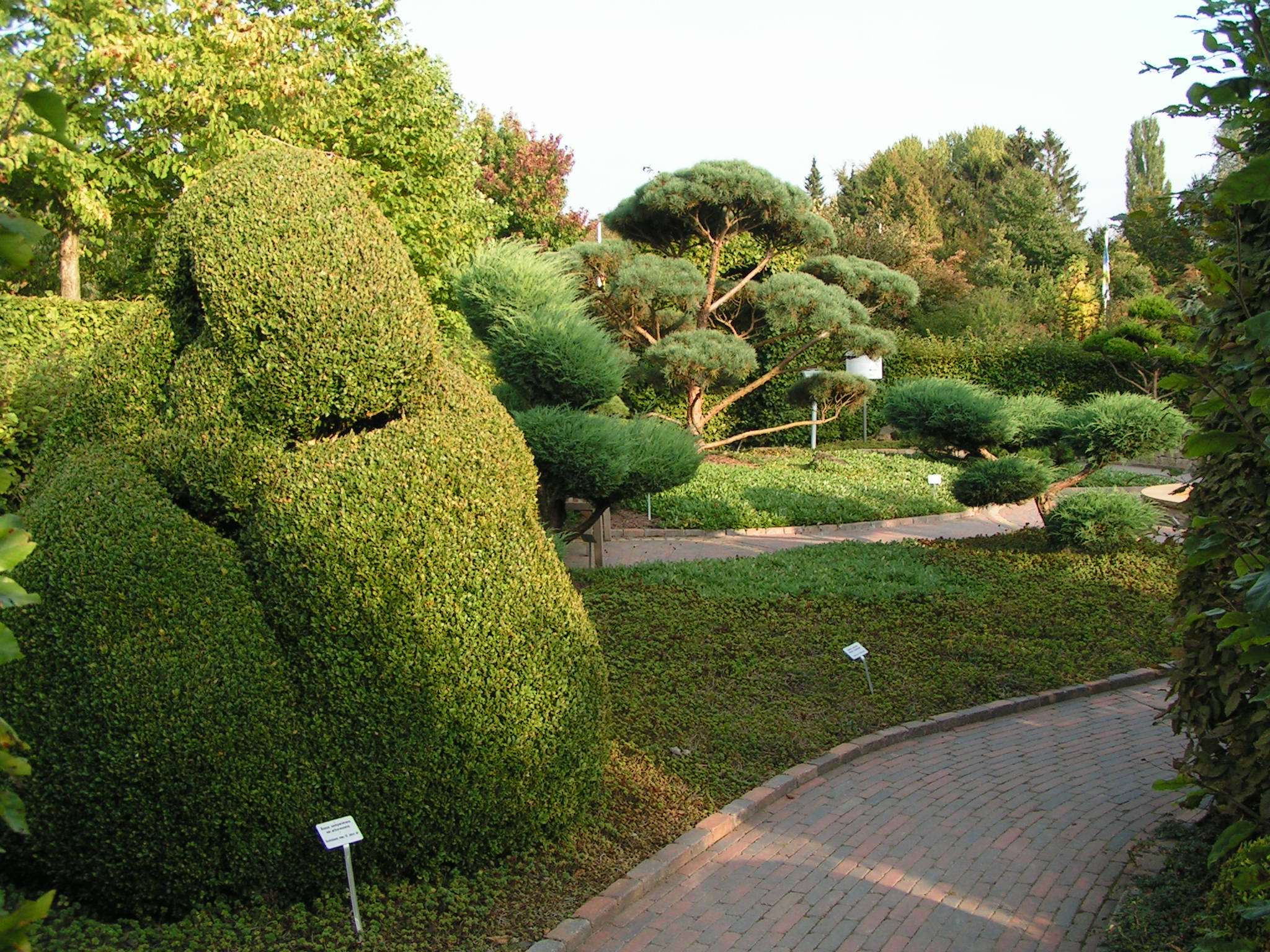
Präsentation von Formschnitten im „Park der Gärten“ bei Bad Zwischenahn

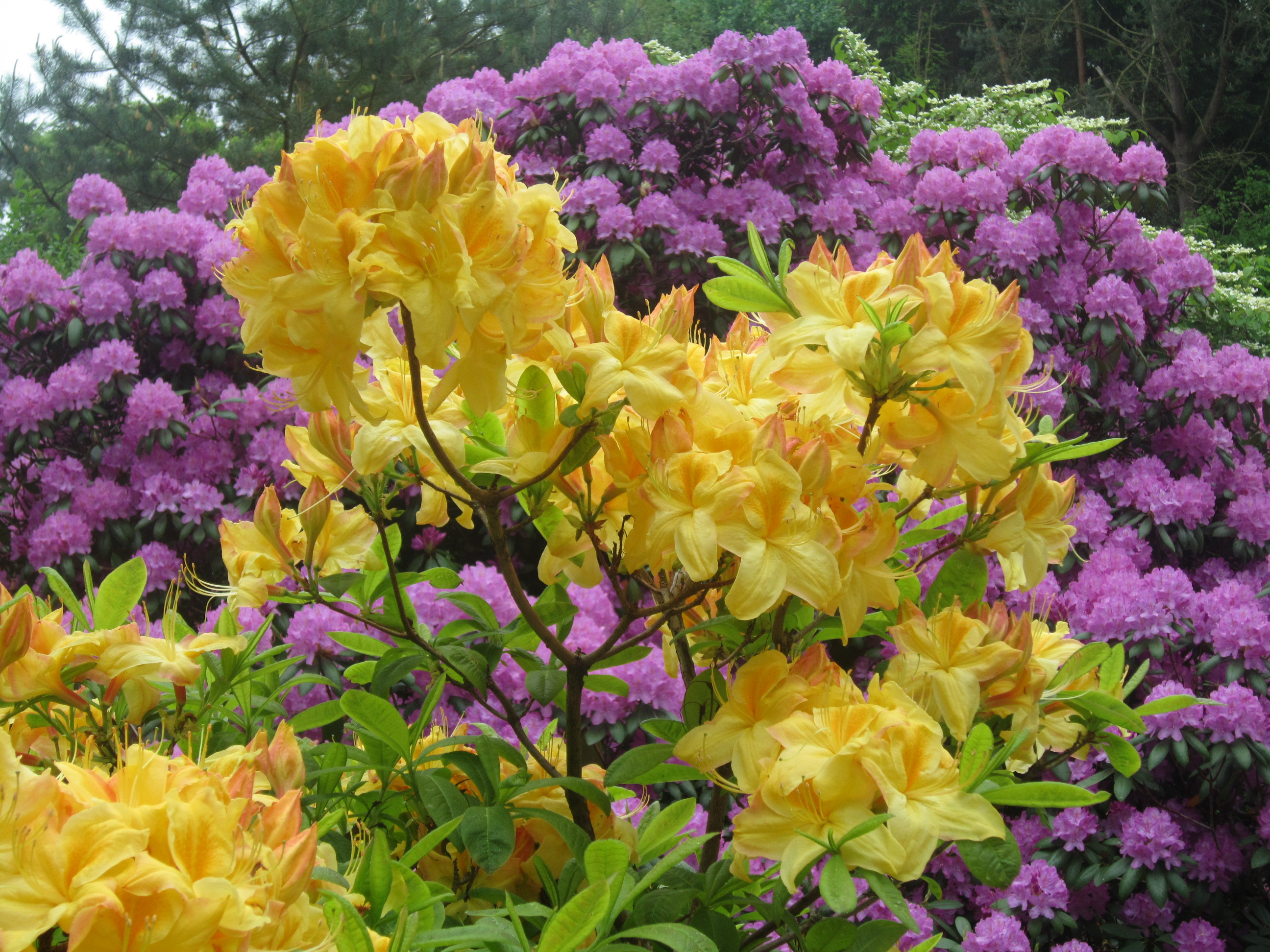
Rhododendronpark der Baumschule Bruns in Gristede

Auf 2600 Hektar gibt es im Ammerland mehr als 350 Baumschulen, von denen 90 Prozent aller in Deutschland gezogenen Rhododendronbüsche und 75 Prozent der Freilandazaleen stammen.
Das Baumschulwesen im Landkreis Ammerland wird vom Land Niedersachsen gefördert. Auf dem Gelände des heutigen „Parks der Gärten“ unmittelbar westlich des Zwischenahner Meeres wurde in den Jahren 1976/77 die Lehr- und Versuchsanstalt für Gartenbau (LVG) angesiedelt, die zuvor ihren Sitz in Aurich-Haxtum hatte. Auf Betreiben des damaligen niedersächsischen Landwirtschaftsministers Karl-Heinz Funke entwickelte sich ab 1998 das Niedersächsische Gartenkulturcentrums (GKC). Im Jahr 2002 wurde auf dem Gelände des GKC die Niedersächsische Landesgartenschau veranstaltet. 2003 wurde das Areal der ehemaligen Gartenschau in Park der Gärten umbenannt.
Der 14 ha große „Park der Gärten“, der von der Landwirtschaftskammer Niedersachsen, dem Landkreis Ammerland, der Gemeinde Bad Zwischenahn und der „Fördergesellschaft Landesgartenschauen Niedersachsen mbH“ betrieben wird und 2009 von 132.000 Gästen besucht wurde, gilt als Schaufenster der Gartenbaubranche im Allgemeinen und des niedersächsischen bzw. Ammerländer Baumschulwesens im Besonderen.
Viele Baumschulen im Ammerland betreiben Schauparks. Am bekanntesten sind die Rhododendronparks der Baumschulen Hobbie in Linswege und Bruns in Gristede.